# United Airlines

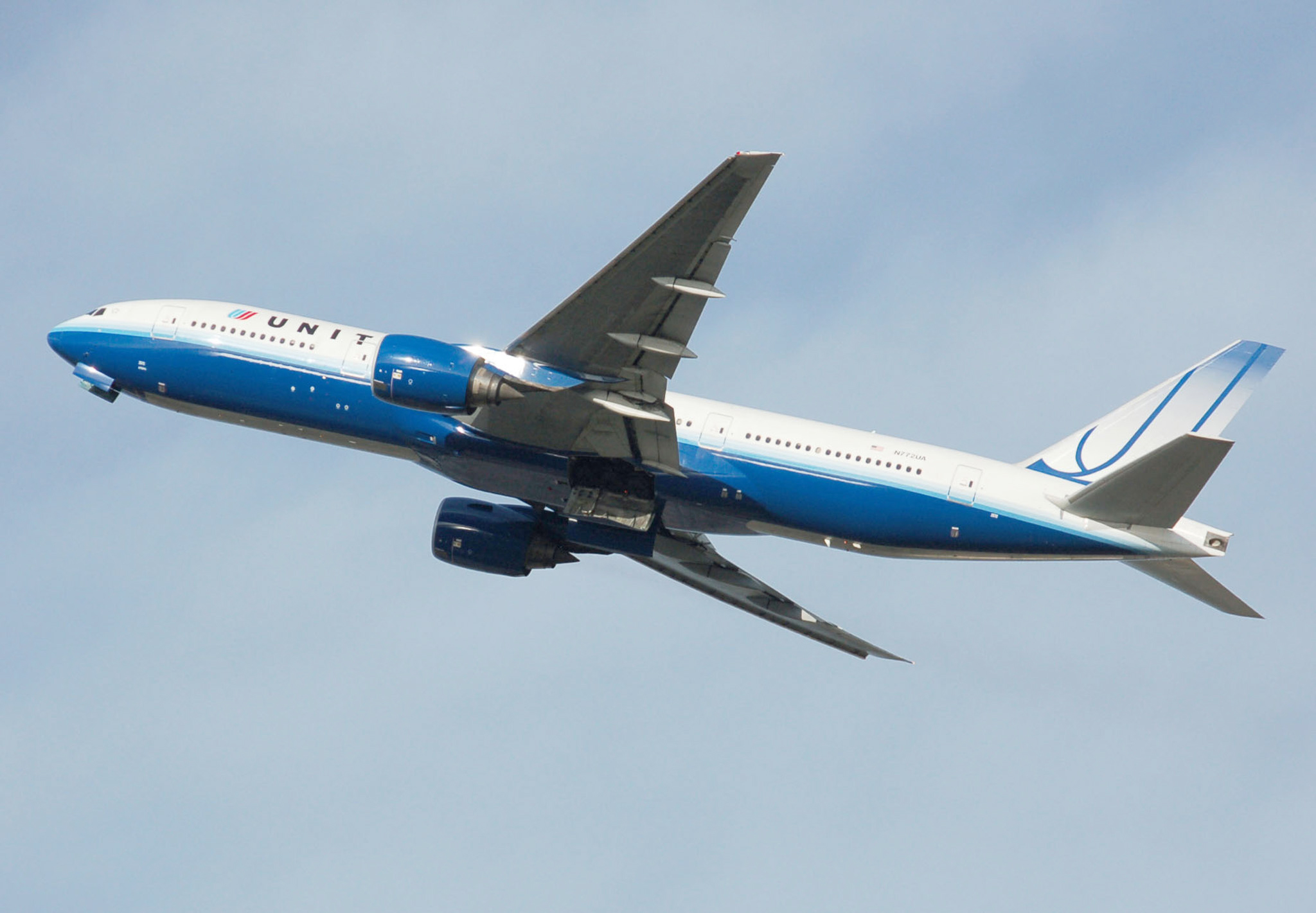
Un United Airlines Boeing 777-200 într-o livrea veche.

United Airlines este o mare companie aeriană americană. Nodul principal al companiei este la Aeroportul Internațional Chicago O'Hare.  
United Airlines se remarcă prin angajamentul său față de servicii de înaltă calitate și inovație în aviație. Compania oferă diferite clase de serviciu, incluzând United Polaris pentru clasa business, care oferă confort sporit și servicii premium pentru călătorii internaționale. De asemenea, United Airlines a investit semnificativ în modernizarea flotei sale, adoptând tehnologii noi pentru a îmbunătăți eficiența energetică și a reduce impactul asupra mediului. 
United Airlines este lider în industria aviației în ceea ce privește sustenabilitatea, fiind una dintre primele companii aeriene care s-au angajat să atingă obiectivul de zero emisii nete de carbon până în 2050. Compania a investit în biocombustibili, tehnologii de aviație ecologică și inițiative pentru reducerea deșeurilor, toate acestea contribuind la eforturile globale de combatere a schimbărilor climatice.  
United Airlines este membră fondatoare a alianței Star Alliance, cea mai mare alianță de companii aeriene din lume, care cuprinde 26 de membri. Această alianță permite United să ofere conexiuni și servicii extinse împreună cu alți membri ai alianței, precum Lufthansa, Air Canada și All Nippon Airways. 